# Sneeuwbalaarde

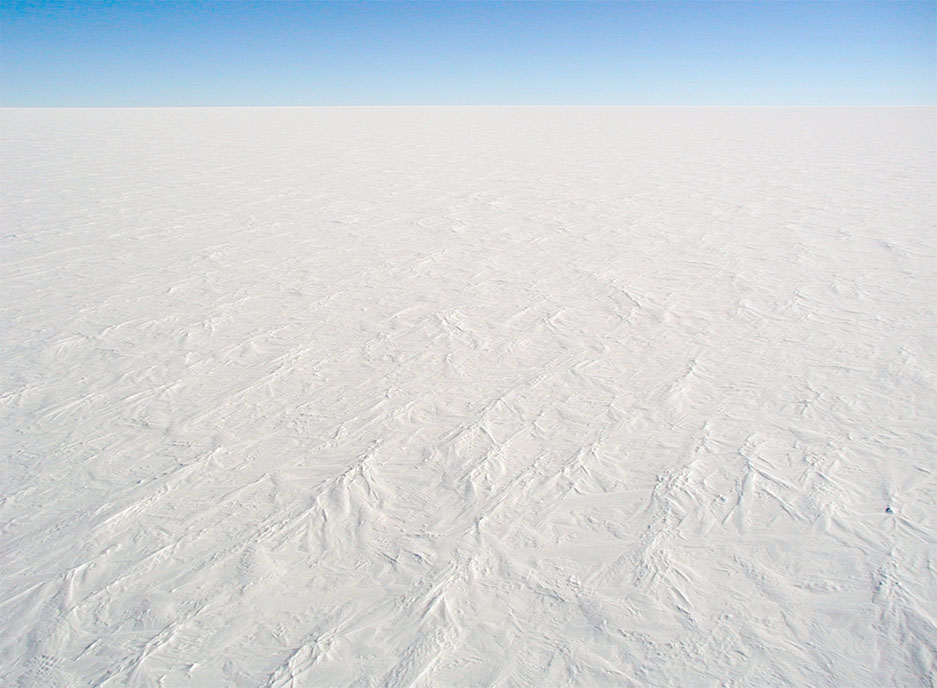
Foto van het oppervlak van Antarctica.

Sneeuwbalaarde (Engels: Snowball Earth) is een geologische en klimatologische hypothese die stelt dat de Aarde in het Precambrium enkele malen (zo goed als) volledig met ijs bedekt is geweest. Met name gesteenten uit het Cryogenium, met een ouderdom tussen ca. 717 en ca. 635 miljoen jaar, en bepaalde eerdere perioden (ca. 751 Ma; MacLennan et al., 2020) tonen sporen van wereldwijde vergletsjering. Er zijn twee versies van deze theorie. De natte sneeuwbaltheorie, waarbij de oceanen rond de evenaar nog deels open water zijn, en de "droge" variant, waarbij de hele aarde bedekt was. Welke van de twee correct is, is nog niet bekend en kan mogelijk van periode tot periode verschillen.

## Hypothese
De hypothese in zijn oorspronkelijke 'harde' vorm stamt van P.F. Hoffman en D.P. Schrag en behelst dat de Aarde geheel bedekt was met ijs in een tweetal wereldomvattende ijstijden; het Sturtien en het Varanger (of Marinoen).
Er zijn uit dit vroege tijdvak, dat voorafging aan de Cambrische explosie, op vrijwel alle continenten sporen van glaciatie gevonden. Dit is zelfs het geval in gebieden die in die tijd volgens paleogeografische reconstructies rond de evenaar gelegen moeten hebben. Ook uit isotoopverhoudingen van sedimentaire gesteentes uit die tijd wordt het barre klimaat bevestigd.
De klimatologische verklaring is volgens deze hypothese een zichzelf versterkend, omgekeerd broeikaseffect. Men neemt aan dat de verwarmende zonnestraling in die tijd ongeveer 8 procent minder sterk geweest is, een aanname die door astrofysici als redelijk gezien wordt. Door het ijs dat zich vormde op Pannotia, het paleocontinent dat zich bevond op de geografische Zuidpool, zou de terugkaatsing van het zonlicht of albedo zo groot zijn geworden dat er steeds meer ijs gevormd werd. In de 'harde' vorm van de hypothese leidt dat uiteindelijk tot een planeet die in zijn geheel door ijs bedekt is met een kilometer dikke laag ijs over de gehele Panthalassische oceaan. Op zo'n planeet zou meercellig leven zich hoogstens bij geothermische hete bronnen kunnen handhaven.

## Natte sneeuwbal
Later onderzoek heeft echter uitgewezen dat er langs de evenaar toch wel enig open water geweest moet zijn. Er zijn daarvoor aanwijzingen in sedimenten gevonden en ook computersimulaties geven aanwijzingen dat een echt compleet verijsde aarde niet waarschijnlijk is, hoewel gletsjers aan de evenaar op zeeniveau heel goed mogelijk lijken. Het harde model wordt daarom door sommige onderzoekers vervangen door een 'zachter' model, de Natte Sneeuwbalaarde (Slushball Earth).

## Smelten
Het smelten van de ijslaag is waarschijnlijk door een toenemende hoeveelheid koolstofdioxide (CO2) in de atmosfeer op gang geholpen. De toename in atmosferisch CO2 is te verklaren door de langdurige afwezigheid van zogeheten 'koolstofsinks'. CO2 kan bij bijna volledige globale ijsbedekking namelijk nauwelijks nog worden opgenomen door oceanen en verwerend gesteente. De uitstoot van CO2 door vulkanen ging gedurende deze grootschalige glaciaties echter gewoon door, waardoor er sprake was van een netto CO2-overschot. De toename in koolstofdioxide heeft geleid tot een vrij plotseling omslaan van de wereldkoelkast in een wereldbroeikas met temperaturen tot 50 °C.

## Ontwikkeling van het leven
De vraag hoe nat de sneeuwbal was is van groot belang voor de vroege geschiedenis van de Metazoa. De gigantische ijskappen zullen niet zonder gevolgen geweest zijn zeker voor het meer ontwikkelde leven op aarde. Uit studies van sporen van biomoleculen in Australië wordt vermoed dat vlak na het smelten van de ijskappen er een explosie is geweest in de hoeveelheid van algen in de oceanen. Dit zou het gevolg zijn van het vrijkomen van fosfaten door de gletsjererosie. De grote hoeveelheid voedsel in de oceanen bevorderde de evolutie van dieren. Behoudens de sponsdieren en de neteldieren bestaat de hele dierenwereld eigenlijk maar uit één grote groep: de Bilateria en deze weer uit maar twee grote takken: de Proterostomata en de Deuterostomata. Een uitbreiding van de sneeuwbalaarde-hypothese verklaart deze eenvoud uit het feit dat de twee wereldijstijden vrijwel alle diversiteit hadden vernietigd en dat alle phyla van de Bilateria plotseling na het Varanger in het Ediacarium uit maar drie groepen zijn ontstaan de Deuterostomata en twee groepen Protostomia (de Ecdysozoa en de Lophotrochozoa).